# Trädlärkan 3

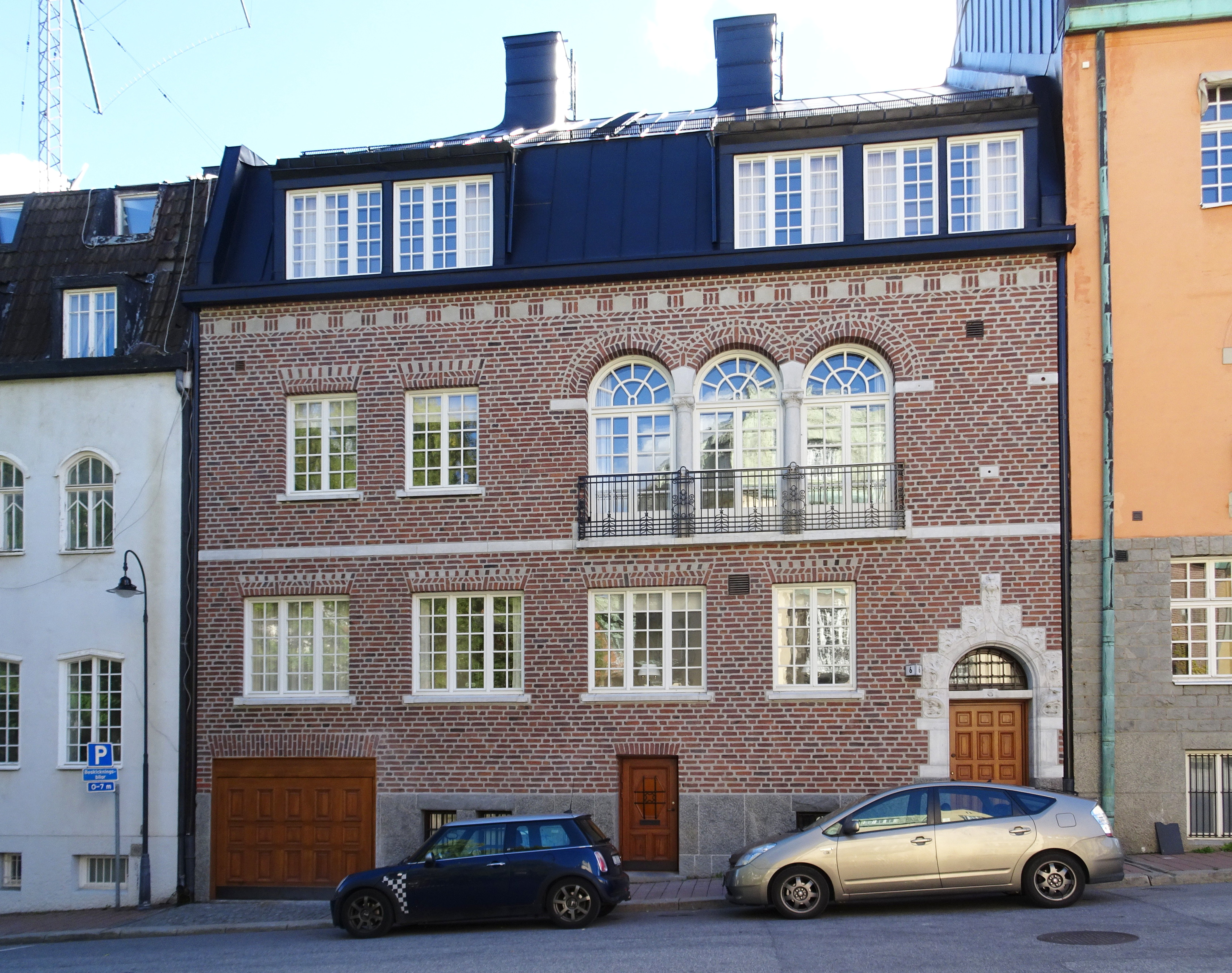
Trädlärkan 3, Tyrgatan 6, i september 2022.

Trädlärkan 3 är en kulturhistoriskt värdefull före detta villafastighet i kvarteret Trädlärkan i Lärkstaden på Östermalm i Stockholm. Huset vid Tyrgatan 6 uppfördes 1909–1910 som stadsvilla av byggmästaren Carl Eugen Öfverberg för arkitekten Thor Thorén som även ritat huset för sig själv och sin familj. Fastigheten är grönmärkt av Stadsmuseet i Stockholm, det innebär "särskilt värdefull från historisk, kulturhistorisk, miljömässig eller konstnärlig synpunkt".

## Bakgrund

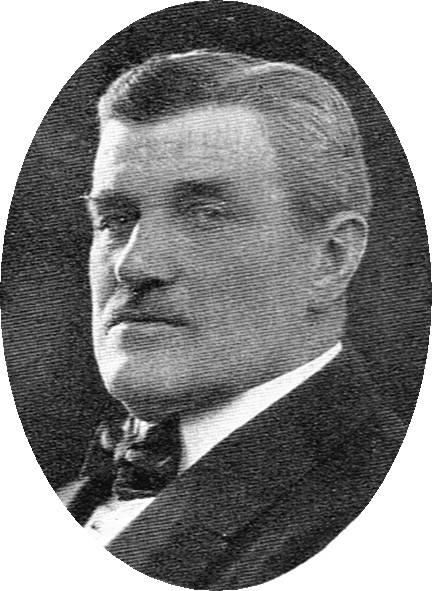
Byggherren Thorén.

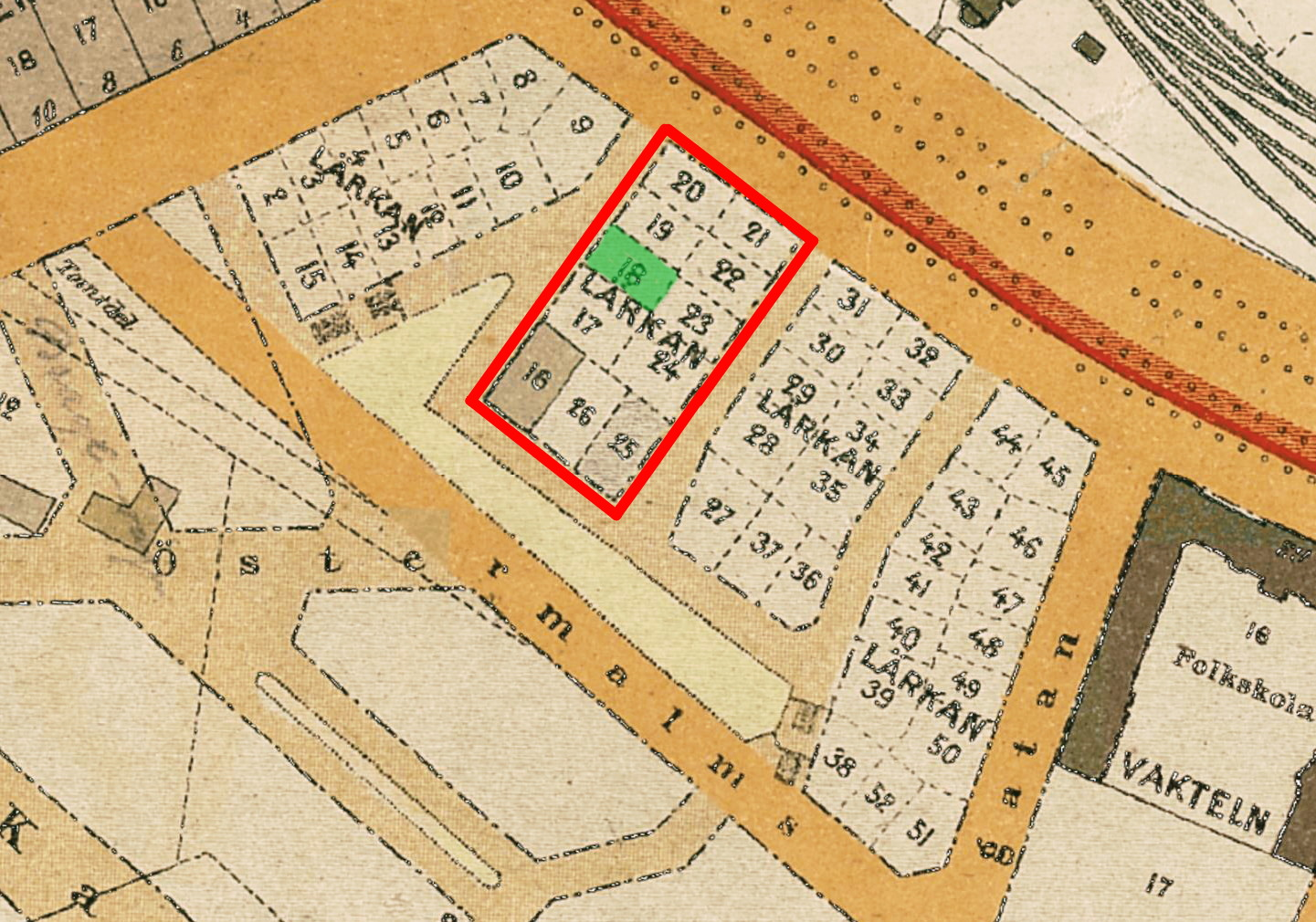
Kvarteret Lärkan 1909. Tomt nr 18, nuvarande 3 (grön).

I februari 1909 började Stockholms stad genom auktioner försäljningen av villatomter i Lärkan och i december 1912 var samtliga 51 fastigheter (nr 2–52, nr 1 fanns inte) sålda. Staden sålde inte marken som tomträtter utan som "fri och egen grund". 
Bland tidiga tomtköpare fanns även flera arkitekter som lät bygga stadsvillor för sig och sina familjer, exempelvis stadsplanearkitekten för Lärkstaden, Per Olof Hallman, som byggde på Sånglärkan 6, Folke Zettervall som byggde på Tofslärkan 7 och så även Thor Thorén som den 6 maj 1909 förvärvade tomt nr 18 i Lärkan (sedermera namnändrad till Trädlärkan 3) för att här låta uppföra sin privatvilla. Tomten omfattade en areal om 315,1 kvadratmeter. Där ingick även mark för en mindre trädgård som husägaren kunde anlägga öster om byggrätten.
Att uppföra ”sammanbyggda enfamiljshus” var något nytt i Stockholm på 1900-talets början och kan ses som ett experiment och en tidig form av radhus. Idén kom från England och Per Olof Hallman, ville pröva den för första gången i Stockholm på kvarteret Lärkan. Målgruppen var samma socialklass som bebodde Djursholms villastad. Lärkan hade dock fördelen att ligga betydligt närmare till Nedre Norrmalms arbetsplatser. I lärkan ritade Thorén ytterligare fyra villor Trädlärkan 2, Trädlärkan 9, Trädlärkan 11 och Tofslärkan 9. För den senare anlitades också byggmästaren Öfverberg.

## Byggnadsbeskrivning

### Exteriör

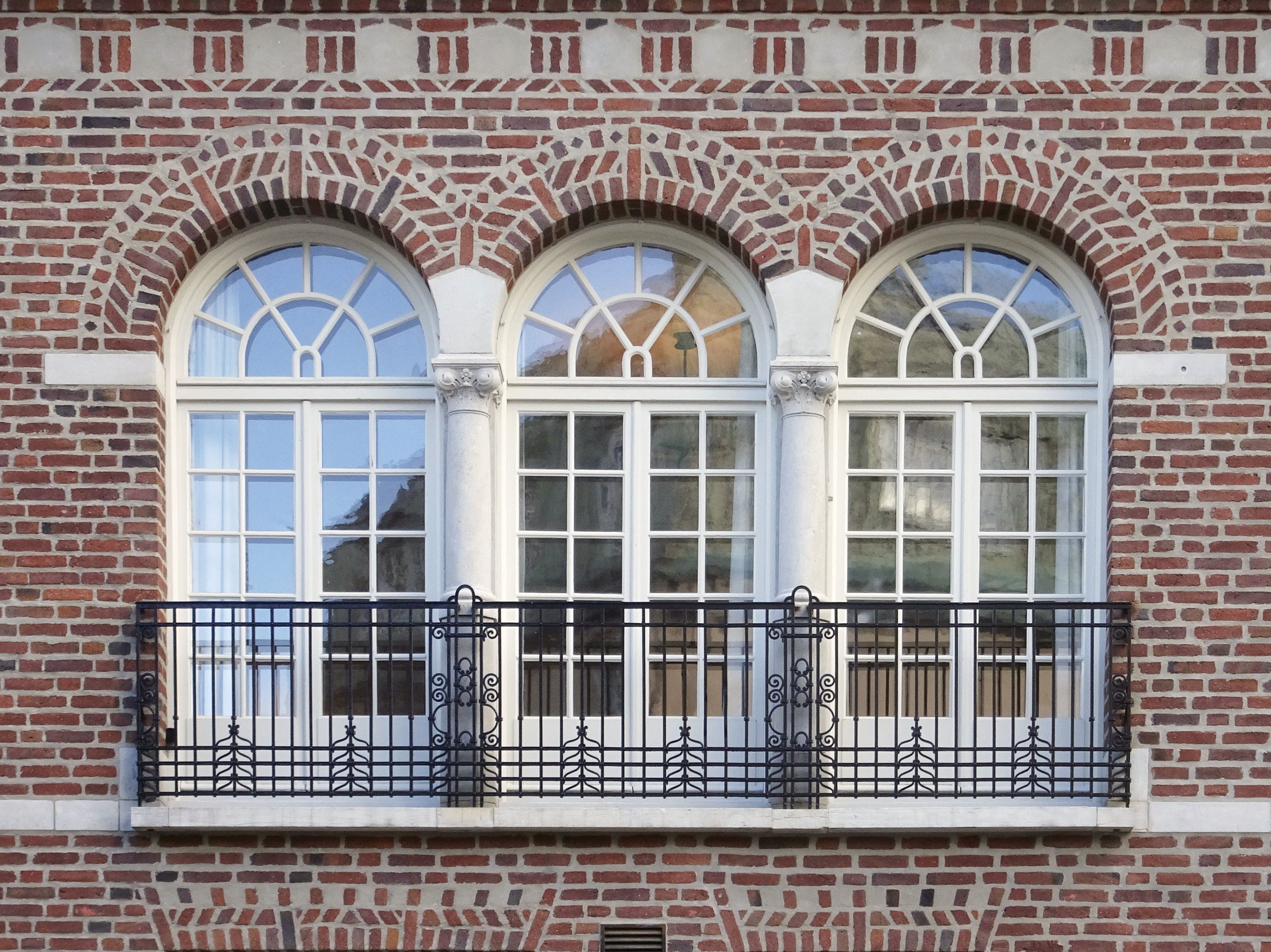
Fönstergruppen våning 1 trappa.

Trädlärkan 3 uppfördes i två våningar och utbyggd vindsvåning. Fasaden mot gatan  uppmurades med rödbrunt, fogstruket och mönstermurat tegel. Under takfoten löper en bård med omväxlande tre stående löptegel och släta putspartier däremellan. Bottenvåningen och våning en trappa skiljs av ett band i ljusgrå granit. Sockeln består av mörk granit. Våning en trappa betonas genom en grupp av tre rundbågiga fönster utformade som franska balkonger med kolonner i natursten mellan dessa och smidda räcken framför. Entrén har ett rikt skulpterat portalöverstycke i natursten med ormar, växtmotiv och en uggla överst. Fasaden mot trädgården utfördes också i tegel med en framträdande volym i bottenvåningen som tillhörde herrummet och kröns av en balkong. Åren 2015–2016 renoverades fasaderna pietetsfull till sitt ursprungliga skick.

### Interiör

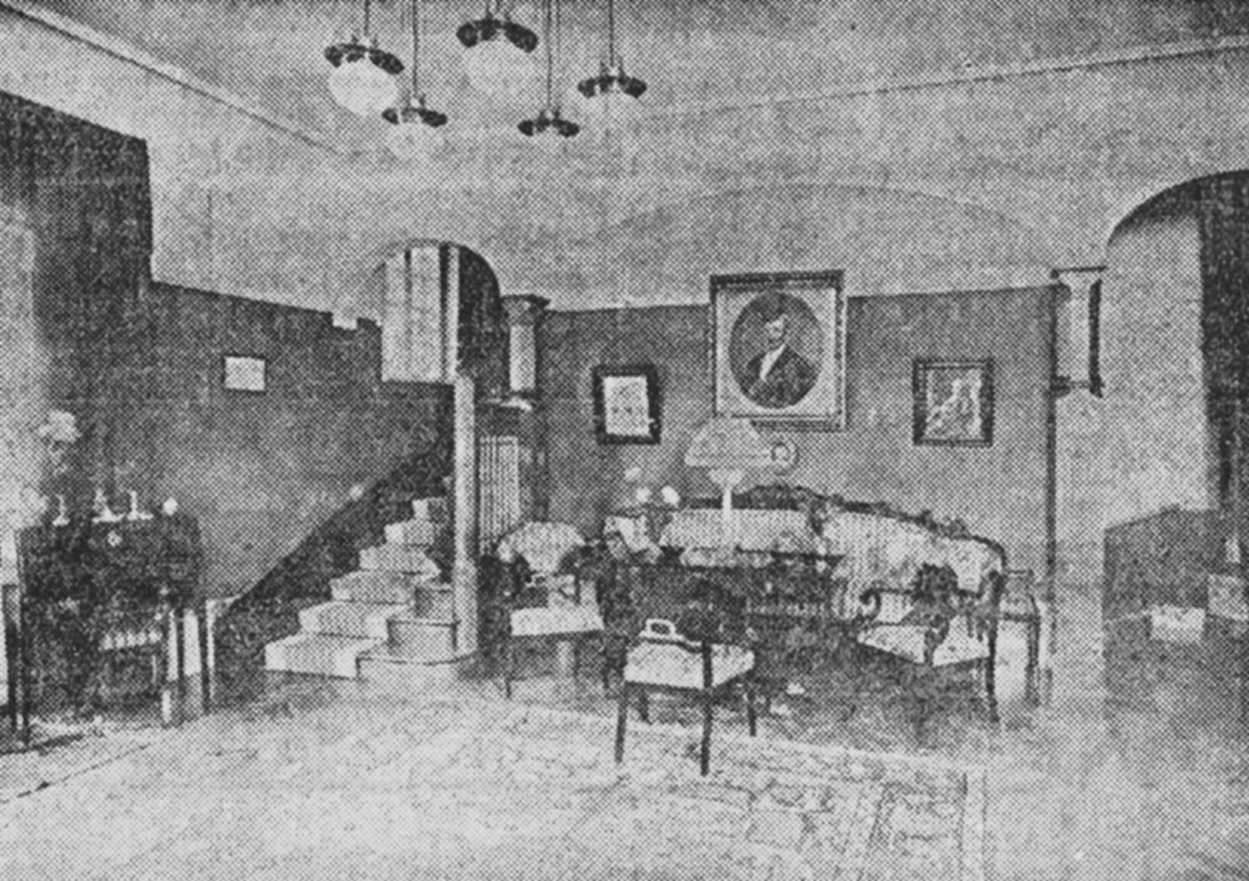
Thoréns "vrå" i vardagsrum 1910.

Trädlärkan 3 skräddarsyddes av Thor Thorén för sig och sin familj. Några rum på våning två trappor bär barnens namn: ”Britas rum” och ”Haralds rum”. Paradvåningen med stort vardagsrum och matsal låg på våning en trappa och Thoréns arkitektkontor inrättades på bottenvåningen. Några uthyrbara lägenheter (så kallade dubbletter utan kök) fanns inte. Annars var det vanligt i Lärkan att hyra ut några rum, men det stred mot stadens intentioner. 
I december 1910 besöktes några av Lärkstadens villor av Svenska Dagbladets reporter och fotograf. Från Thoréns ”gedigna byggnad” publicerades en bild på vardagsrummet och tidningen kommenterade: ”Man ser där mellan de båda trapporna – af hvilken den till vänster i synnerhet blifvit lyckligt ordnad – en treflig vrå, där familjen kan samlas kring aftonlampan”.
Rumsfördelningen var enligt arkitektritningarna från 1909 följande:
- Källarvåning – pannrum, kol- och vedförråd, matkällare, tvättstuga, strykrum, passage mellan gatan och gården
- Bottenvåning – ritkontor och portvaktsrum (mot gatan), hall, herrum och ytterligare ett rum (mot gården)
- Våning 1 trappa – matsal mot gatan, vardagsrum med balkong och burspråk mot gården (skjutdörrar mellan vardagsrum och matsal), kök, serveringsrum, rum för kokerska
- Våning 2 trappor (vindsvåning) – hall och passage, domestik, klädkammare, Haralds rum (mot gatan), föräldrarnas sovrum, badrum, Britas rum (mot gården)

Vid Stadsmuseets inventering 1977 bevarade interiören i stort sedd ursprunglig planlösning och fast inredning. Då antecknades innanför entrén golv av vit och grön marmor samt välvda tak och mellandörrar till trapphuset med trappor av ek. I vardagsrummet på våning en trappa fanns öppen spis av grön marmor och ovan denna en reliefplatta föreställande björnar i skog. Platsen vid trappan var gestaltad som alkov med dekorativa kolonner. I intilliggande matsalen fanns bröstpanel och i något av sovrummen kvarstod rund vit kakelugn.

### Originalritningar (1909)

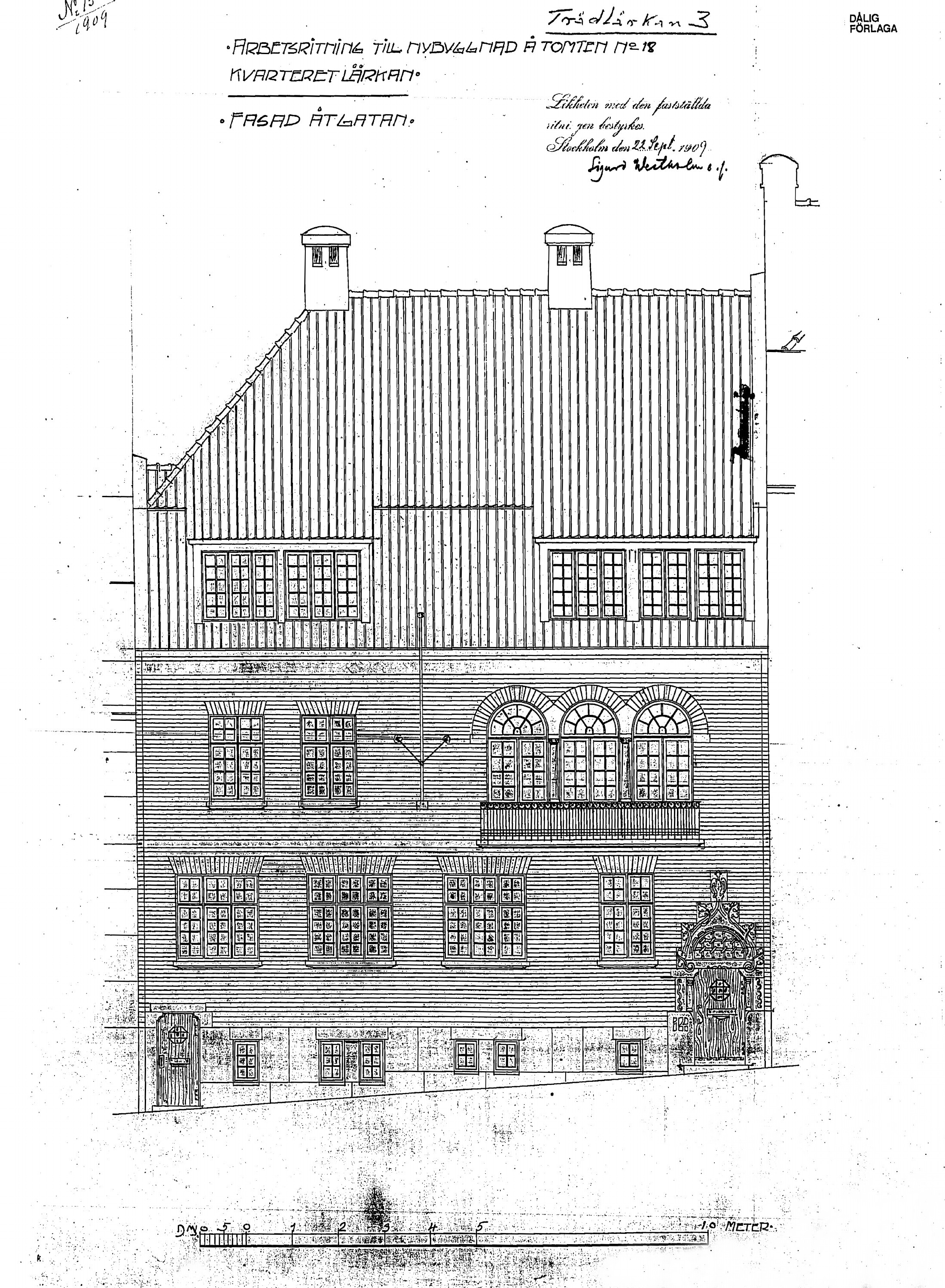
Fasad mot gatan.
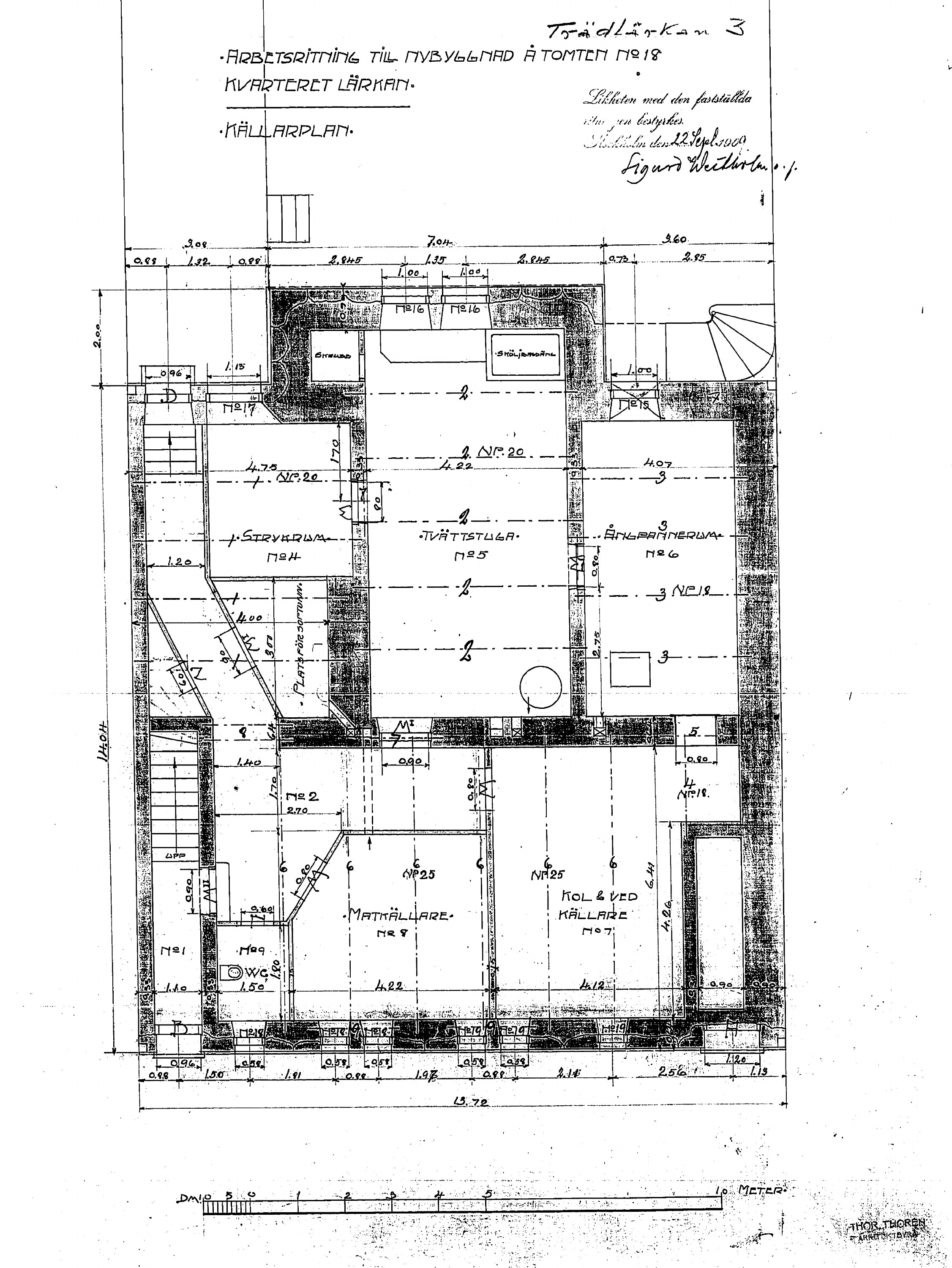
Källarvåning.
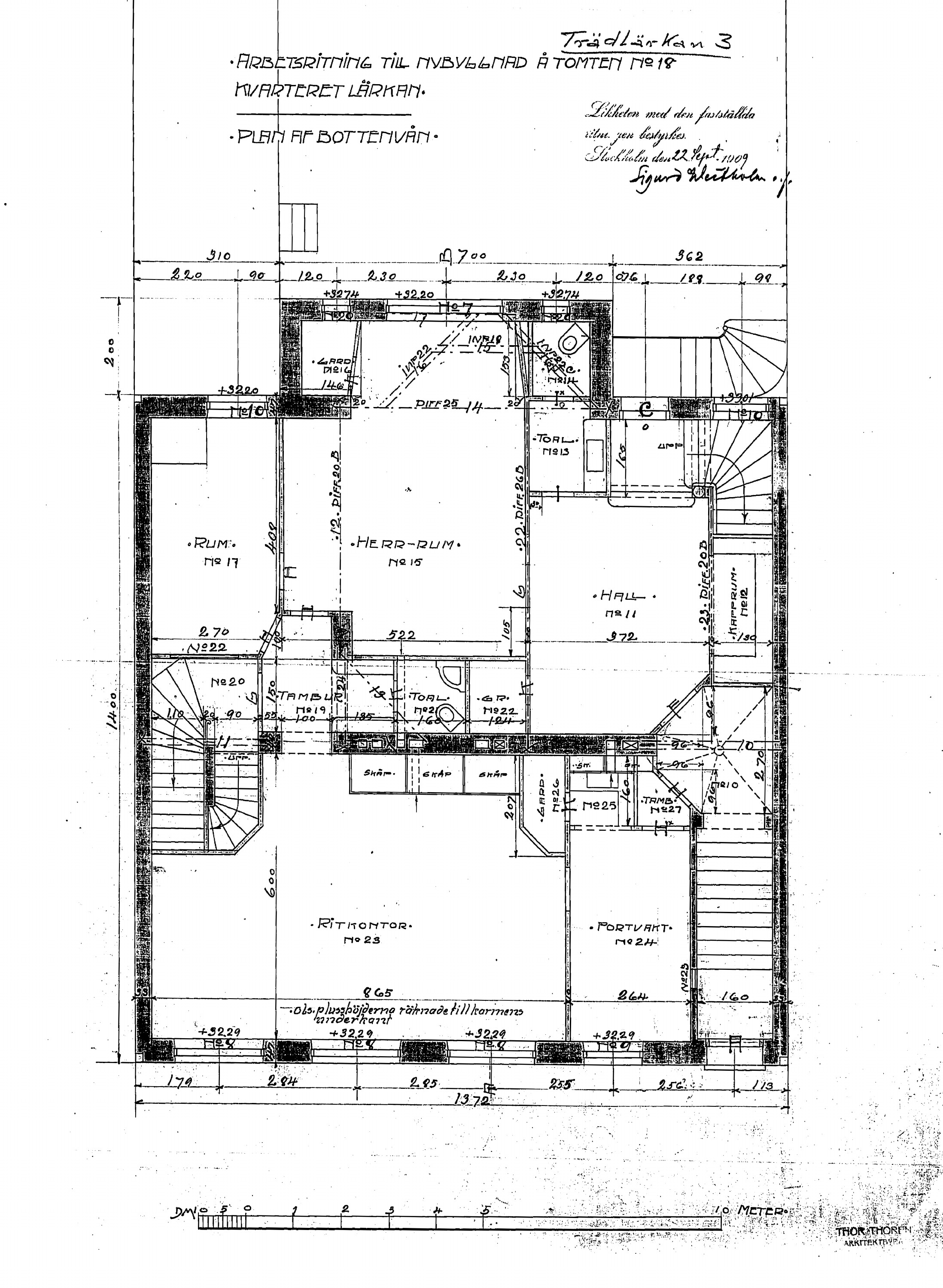
Bottenvåning.
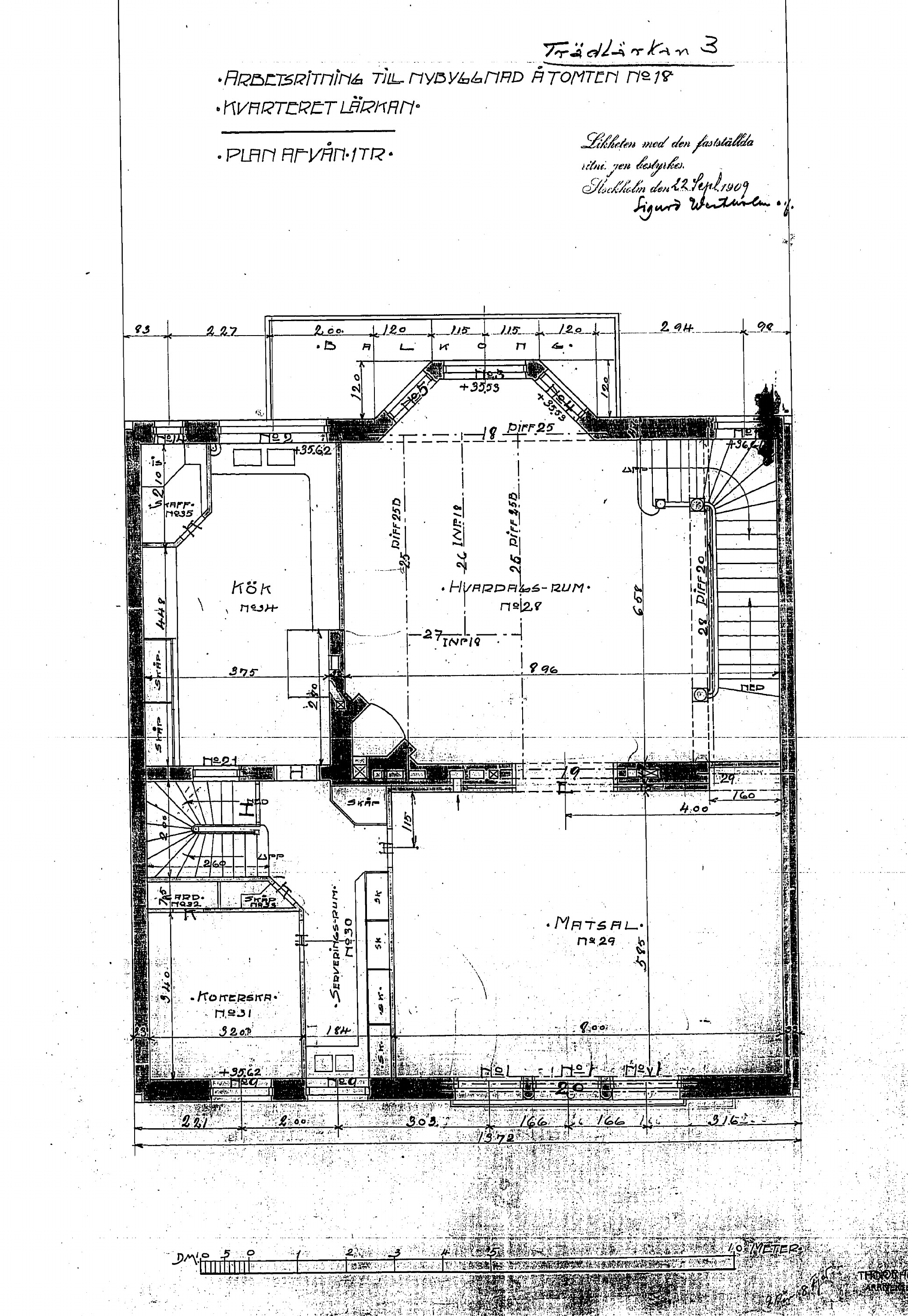
Våning 1 trappa.
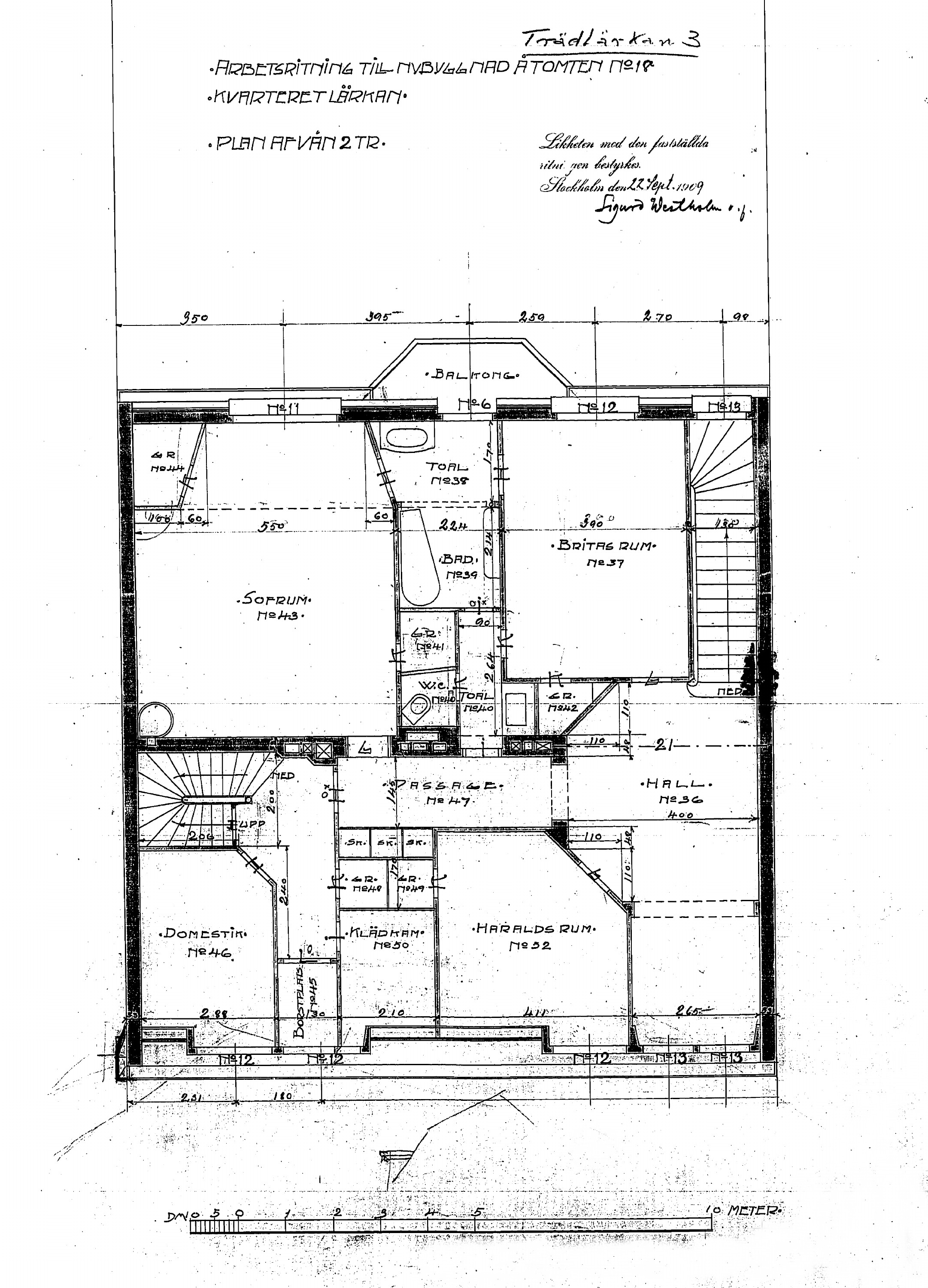
Våning 2 trappor.
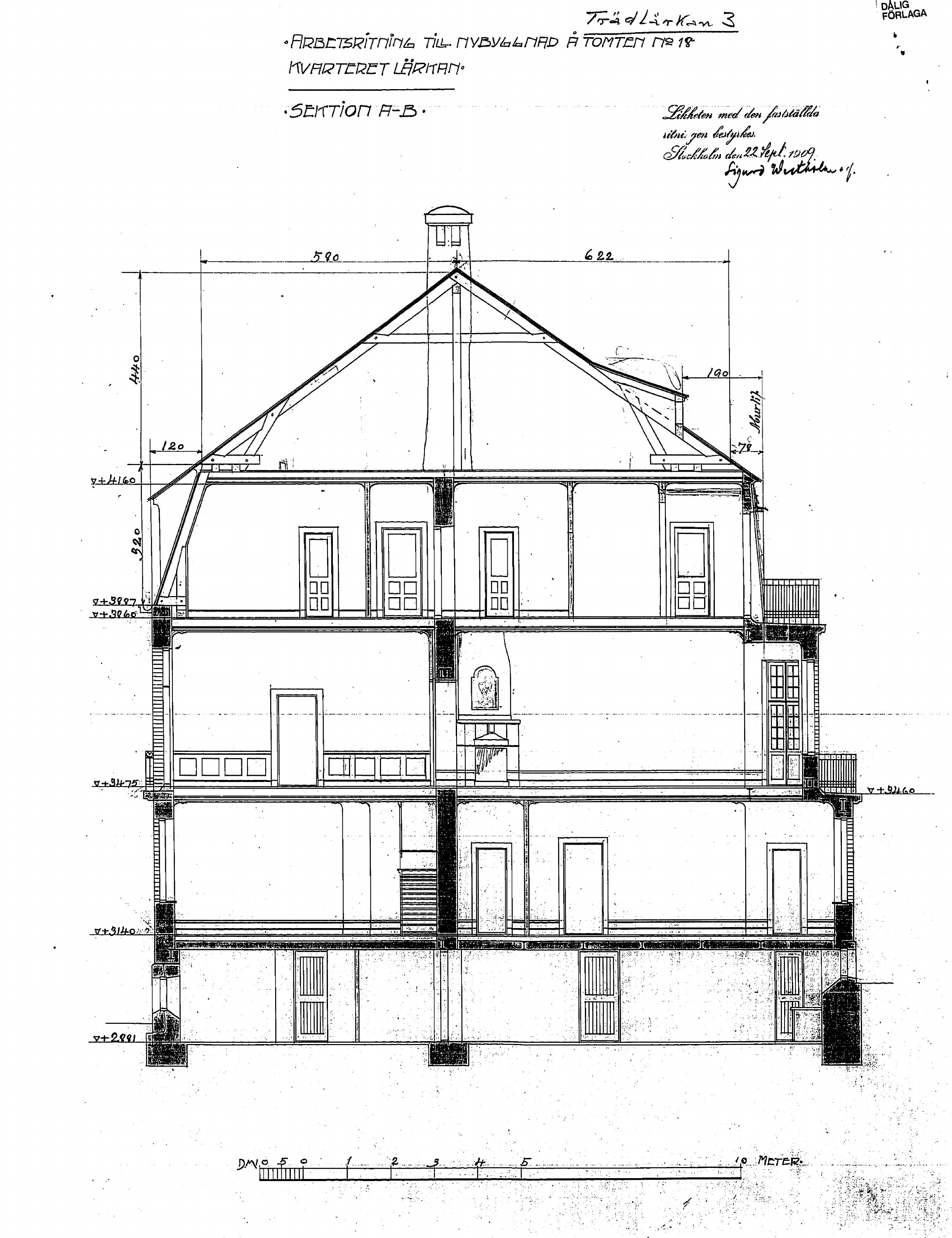
Sektion.
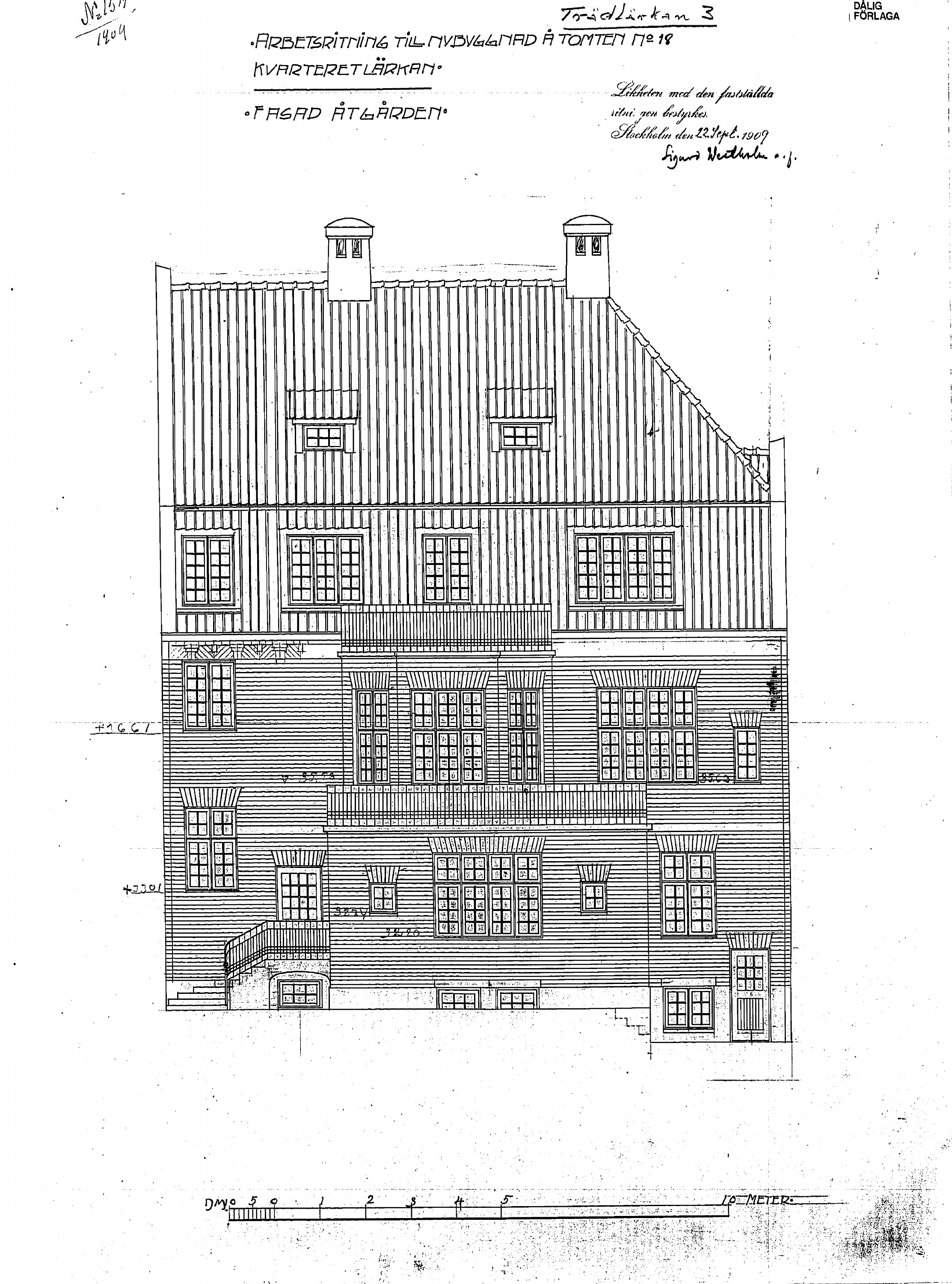
Fasad mo gården.

### Ändringar och boenden
Enligt Stockholms adresskalender innehades Trädlärkan 3 av Thorén fram till 1918. Under en ny ägare inrättades bilgarage i källarvåning med garageport mot Tyrgatan (arkitekt Höög & Morssing). Vid stadsmuseets inventering 1977 ägdes fastigheten av Jugoslaviska staten och inhyste ambassadörens residens. Själva ambassaden fanns i närbelägna Piplärkan 7 (Valhallavägen 70). Efter landets sönderfall övertogs Trädlärkan 3 av Serbiens ambassad som bostad för sin ambassadör. 2015 tillträdde en ny ägare. Därefter utfördes en omfattande ombyggnad samt fasadrenovering och den tidigare stadsvillan förvandlades till sju lägenheter. År 2022 ägdes fastigheten av Fastighets AB Tegellärkan.

### Noter

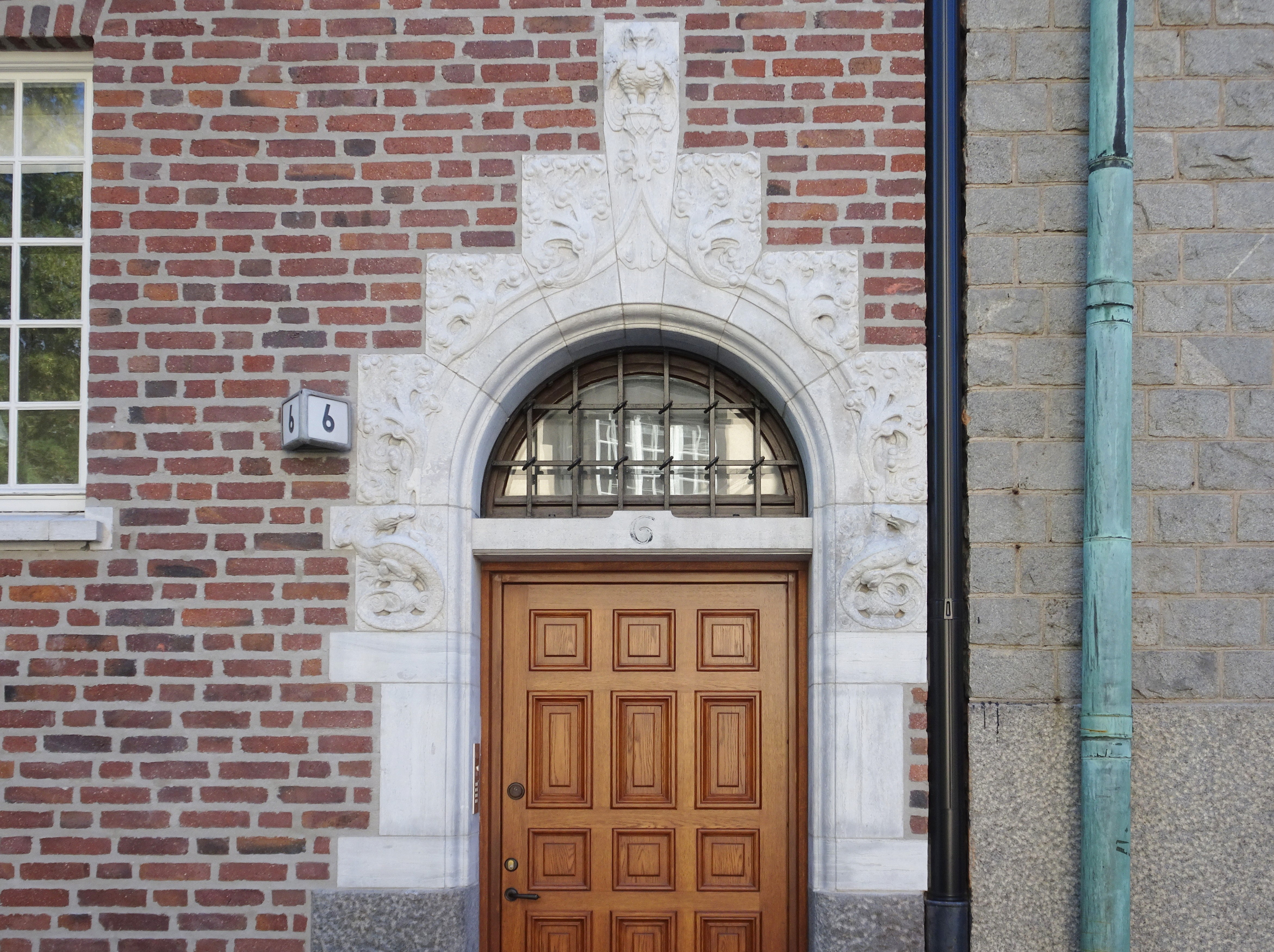
Portalöverstycket i natursten.